# MDL-105,519
MDL-105,519 je antagonist NMDA receptora.